# You Don't Know Jack: the netshow
You Don't Know Jack: the netshow is een computerspel voor het platform Microsoft Windows. Het spel werd uitgebracht in 1996. 